# Kempton Park
Kempton Park ist eine Großstadt in Südafrika. Sie gehört zur Provinz Gauteng und liegt in der Metropolgemeinde Ekurhuleni, die vormals in ähnlicher Lage als East Rand bekannt war. 2011 hatte Kempton Park 171.575 Einwohner.

## Geographische Lage
Kempton Park liegt im Nordosten des Witwatersrand. Nächstgelegene Städte sind Johannesburg im Südwesten, Germiston im Süden, Benoni im Osten und Tembisa im Norden. Tembisa ist eine der größten Townships des Landes und wurde 1957 gegründet.

## Geschichte
Der Deutsche Carl Friedrich Wolff spielte seit 1881 eine wichtige Rolle als Vermittler zwischen der südafrikanischen Regierung und dem Nobel Trust, der eine Dynamitfabrik errichtete. Durch Verhandlungen mit Grundeigentümern kam Wolff zu Landbesitz. So wurde er Besitzer der Farm Zuurfontein (afrikaans; deutsch: „Saure Quelle“), von der er einen Teil als Wohngebiet abtrennte. Er nannte ihn Kempton Park nach seiner bayerischen Geburtsstadt Kempten (Allgäu).
1952 wurde der Jan Smuts Flughafen auf dem Gebiet von Kempton Park errichtet. Er ist der wichtigste Flughafen Südafrikas und heißt seit 2006 O. R. Tambo International Airport.
1992 wurde Kempton Park zur City erklärt. Am 25. Juni 1993 wurde das Kempton Park World Trade Centre von rund 3000 Mitgliedern burischer Widerstandsbewegungen besetzt. In dem Gebäude fanden damals Verhandlungen über das Ende des Apartheid-Regimes in Südafrika statt.
2000 wurde die Stadt Teil der Metropolgemeinde Ekurhuleni.

## Wirtschaft

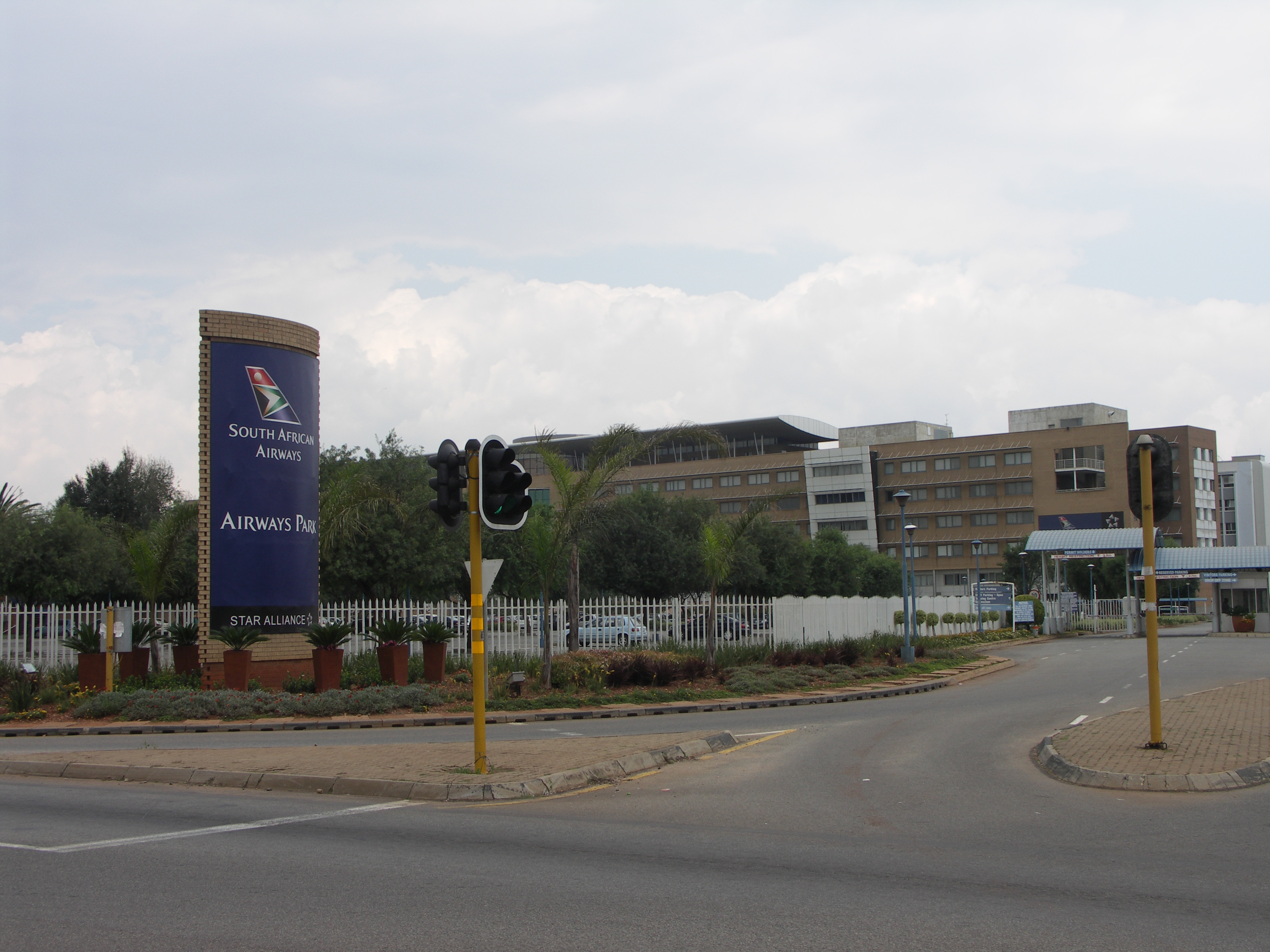
Airways Park, der Sitz von South African Airways in Kempton Park

In Kempton Park gibt es zahlreiche Industriebetriebe, vor allem der chemischen Industrie. Ein Steinkohlekraftwerk findet sich ebenfalls hier. In Kempton Park befindet sich außerdem der Sitz von South African Airways.

## Verkehr
Kempton Park liegt in unmittelbarer Nähe des O. R. Tambo International Airport. Auf einer Bahnstrecke, die den Flughafen mit Johannesburg und Pretoria verbindet, verkehrt seit 2010 der Gautrain (kurz für: Gauteng Train).
Im Straßenverkehr ist die Stadt an die Fernstraßen R21, R23 und R24 angebunden. Die N12 verläuft südlich von Kempton Park in Ost-West-Richtung.

## Söhne und Töchter der Stadt
- Frantz Kruger (* 1975), finnischer Leichtathlet südafrikanischer Abstammung
- Ryan Cox (1979–2007), Radrennfahrer
- Chanel Simmonds (* 1992), Tennisspielerin
- Steven van Heerden (* 1993), südafrikanischer Radsportler
- Akani Simbine (* 1993), Sprinter